# عصر ما قبل النهضة
عصر ما قبل النهضة (بالإسبانية: Prerrenacimiento)‏ هو المصطلح الذي أطلقه علم التأريخ على الفترة التي سبقت عصر النهضة، والتي أمكن من خلالها الكشف عن وجود سلائف عصر النهضة من الفنانين والأدباء في المقام الأول
.
وفي اللحظة الحاسمة فيما بين أواخر القرن الثالث عشر ومنتصف القرن الرابع عشر، وتزامنُا مع ضرب وباءالطاعون عام 1348 للقارة حينذاك، ظهر الإنتاج الأدبي لثالوث الكتاب الإيطاليين. وتم اعتبار كل من دانتي وبوكاتشيو وفرانشيسكو بترارك من سلائف للحركة في علم التأريخ، وذلك وفقا للأعراف.

## معرض الصور

فرانشيسكو بترارك مع دانتي

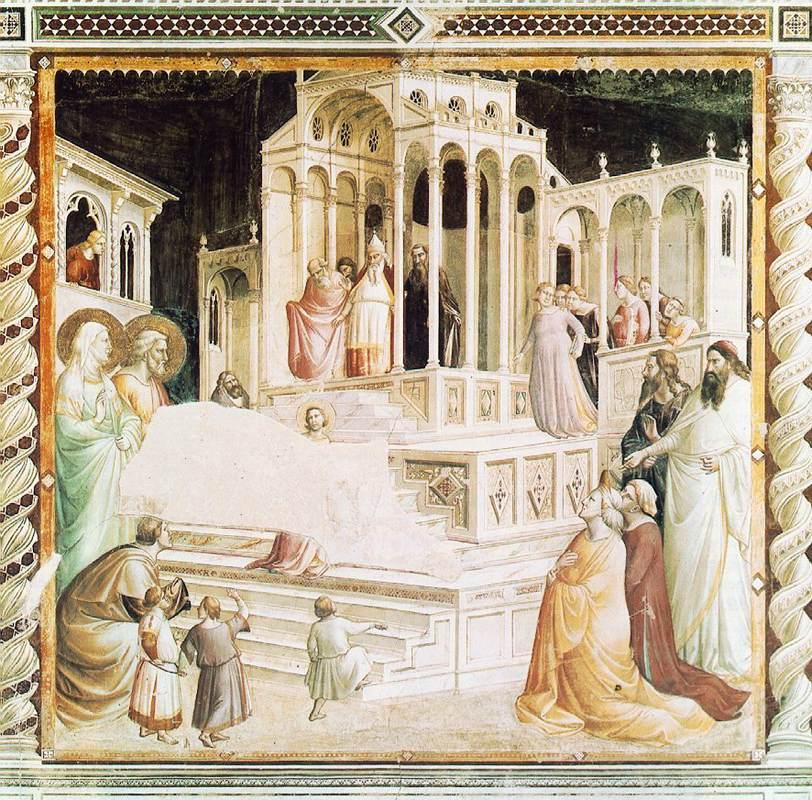
عرض مريم في المعبد لتاديو جدي، كاليفورنيا عام 1330.
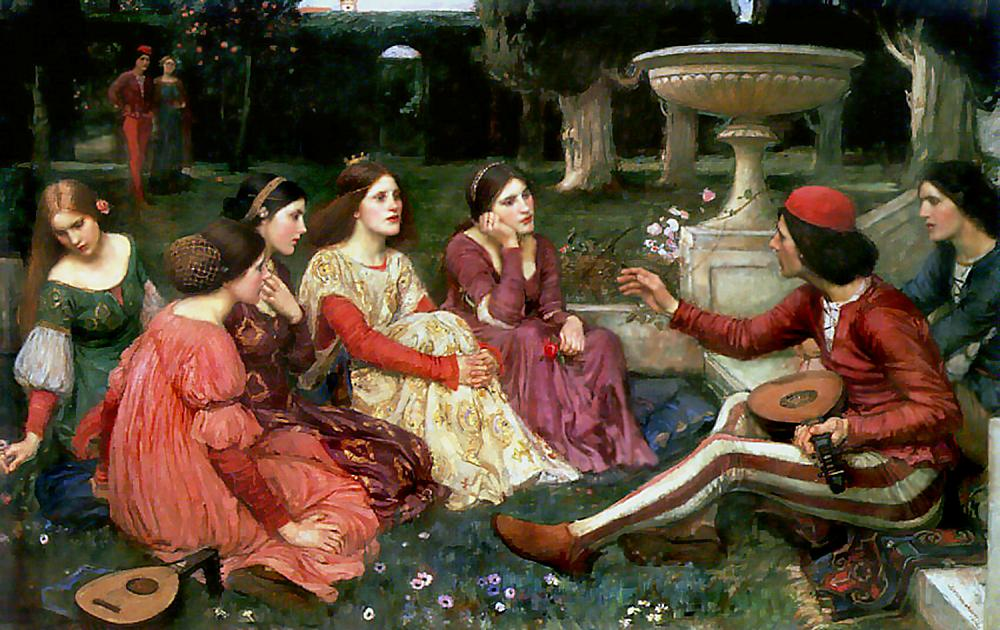
شباب فلورينتين يلجأوا إلى الفرار من مرض الطاعون في جو شاعري، كما يصفها الديكاميرون لجيوفاني بوكاتشيو.
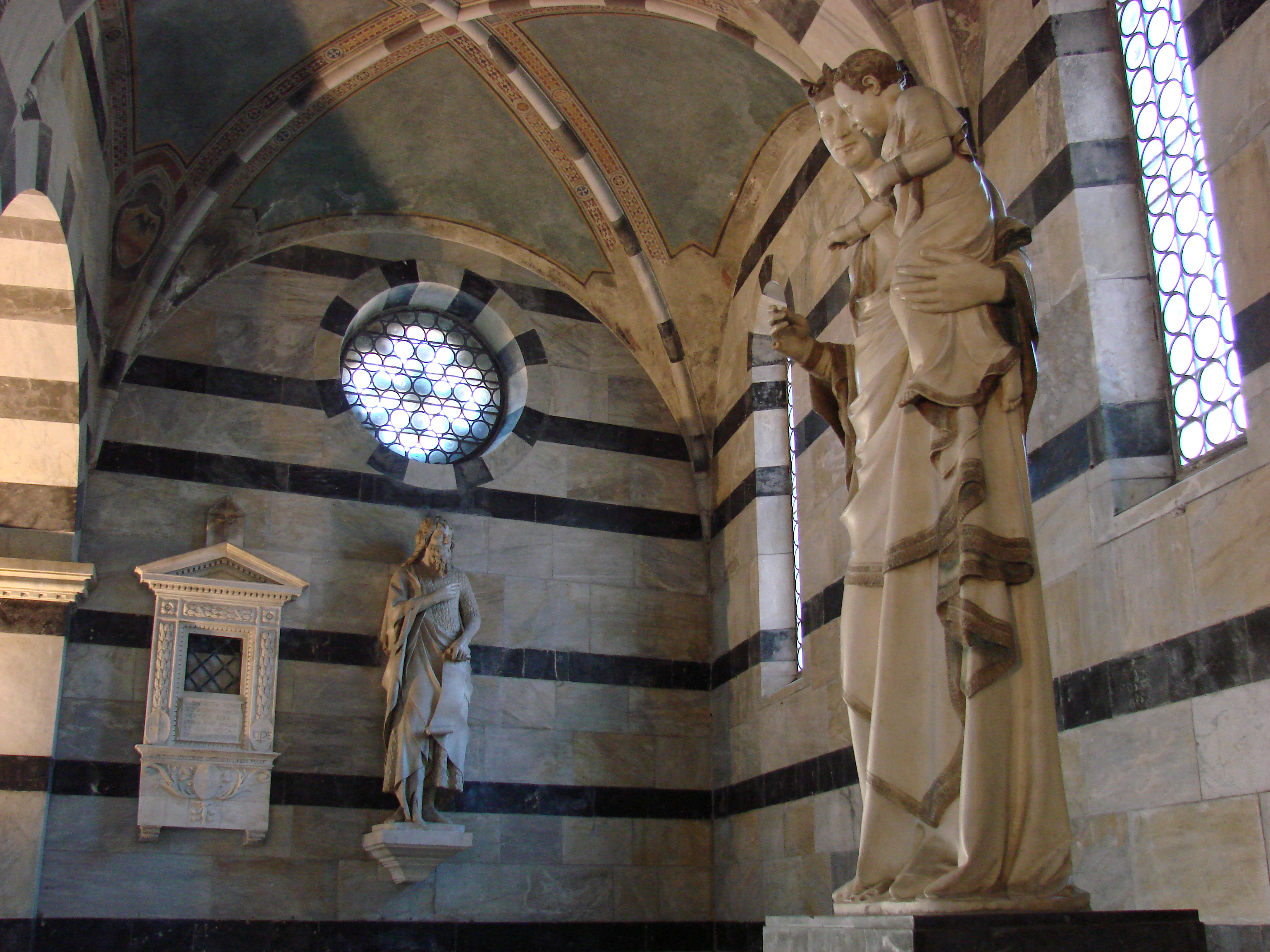
مادونا ديلا روزا وسان خوان باوتيستا لأندريا بيسانو.